# Franc Smodej
Franc Smodej, slovenski duhovnik, politik in časnikar, * 17. november 1879, Šmartno v Rožni dolini, † 21. september 1949, Beograd. 
Smodej je izhajal iz revnega kmečkega okolja. Starši so mu bili Janez in Neža (rojena Jezernik). je obiskoval gimnazijo v Celju. Po maturi leta 1900 je jeseni istega leta vstopil v semenišče Krške škofije. Ob koncu prvega letnika študija je bil imenovan za tajnika Akademije slovenskih bogoslovcev. To funkcijo je opravljal tudi v študijskem letu 1902/1903, nato pa je bil za eno leto (1903/1904) izvoljen za predsednika. Tu je med drugim spoznal svoje poznejše sopotnike Vinka Poljanca, Janka Amruša, Janka Hornböcka, Franca Cukalo, Janka Dolinarja, Ivana Lučovnika in Antona Benedeka. 
Po posvečenju leta 1903 je deloval kot kaplan v Šentkakobu v Rožu, Šentvidu v Podjuni in na Prevaljah, kjer je ustanovil in vodil pevske zbore, ter kot provizor v Timenici (ob vznožju Štalenske gore na Celovškem polju/). Leta 1907 je Smodej v Celovec postal kaplan stolnice.
Ko je Anton Ekar konec leta 1907 zapustil uredništvo revije Mir, je Smodej prevzel njeno uredništvo in postal "začasni" tajnik Katoliškega političnega in gospodarskega društva za Slovence na Koroškem. Mir je vodil do maja 1919, s svojimi funkcijami pa je pripomogel h krepitvi odnosov med Katoliškim političnim društvom in koroškimi Slovenci ter s Slovensko ljudsko stranko, ki so bili zaradi ostrih sporov ob reformi volilnega zakona 1906/1907 izredno napeti. Po drugi strani pa je s svojimi prispevki pri Miru zaostril spore z liberalno in socialdemokratsko usmerjenimi Slovenci ter tako pospešil odcepitev koroških Slovencev od Društva sv. Cirila in Metoda in Zveze slovenskih posojilnic v Celju ter s tem utrdil izrecno katoliško usmerjenost časopisa in same organizacije. 
Smodej je bil 26. oktobra 1911 prvič izvoljen v društveni odbor Katoliškega političnega društva, vendar je Valentin Rožič že od sredine leta 1911 vodil tajništvo.
Od leta 1907 je Smodej nastopal kot govornik na številnih srečanjih Katoliškega političnega društva in Slovenske krščansko-socialne zveze za Koroško. Leta 1910 je bil eden od soorganizatorjev "zasebnega popisa prebivalstva", ki je bil dejansko izveden v treh občinah, vendar so zaradi njega oblasti za več mesecev ustavile delo Katoliškega političnega društva.
Med prvo svetovno vojno se je Smodej zavzemal za preganjano slovensko duhovščino in se leta 1917 zavzemal za Majniško deklaracijo ter na Koroškem deloval za priključitev Koroške k Jugoslaviji, zato so nemški nacionalisti zahtevali njegovo odstranitev iz krške škofije.
Po prevratu 1918 je bil izvoljen v Narodni svet za slovenske dežele in Istro ter postal predsednik Narodnega sveta v Celovcu. Narodna vlada ga je na svoji prvi seji 1. novembra 1918, imenovala za komisarja za Koroško (po plebiscitu se je pred maščevalnim pogromom Nemcev vrnil v Slovenijo) ter ga poslala v Narodni svet SHS ter v začasno Narodno skupščino v Beograd, kjer je nato v glavnem tudi živel. 1920-1925 je bil glavni urednik dnevnika Slovenec. Leta 1925 je bil na listi SLS izvoljen za poslanca, 2. junija 1936 je bil izvoljen v glavni odbor JRZ in za enega od treh njegovih tajnikov; tajnik glavnega odbora JRZ je bil do 12. januarja 1938. Leta 1936 je bil izvoljen za senatorja, 1941-1945 je prebil v Beogradu, kjer je med nemško okupacijo ustanovil posebno socialno pisarno za podporo v Srbijo izgnanih Slovencev, ki jim je pomagala, da so se lahko vračali domov. Gestapo ga je zaradi tega leta 1942 za več mesecev zaprl in mu ukinil pisarno. Po osvoboditvi oktobra 1944 je nekaj časa župnikoval v Zemunu.